# Heinz Kiessling (Musiker)
Heinz Kiessling (* 11. März 1926 in Nürnberg; † 27. Dezember 2003 in Starnberg) war ein deutscher Musiker, Orchesterleiter, Komponist und Musikproduzent, der vor allem durch populäre Film- und Fernsehmusiken bekannt wurde.

## Leben
Heinz Kiessling studierte nach Kriegsende am Nürnberger Konservatorium Klavier, Komposition und Dirigieren, und reiste bereits ab 1949 als Konzertpianist um die ganze Welt, wo er bald auch als Studiomusiker für Fernseh- und Schallplattenaufnahmen gebucht wurde. 1950 wurde er kurzzeitig als Nachfolger von Erich Becht Pianist im Orchester von Kurt Edelhagen, für den Kiessling dann lange Zeit als Arrangeur und Komponist tätig war. 1954 schrieb er für Edelhagen den Titel "Scale in Rhythm", „das erste konsequente Zwölftonstück, das es in der Jazzmusik gegeben hat.“ Zeitweise leitete er zudem ein eigenes Orchester und arbeitete lange Jahre für die RIAS Big Band. Gemeinsam mit dem Leipziger Pianisten Werner Tautz gründete er 1964 den Musikverlag „Brillant Musik Hans Gerig OHG, Köln“, der zahlreiche nationale und internationale Big Bands und Combos verlegte.
Kiessling arbeitete mit vielen nationalen und internationalen Stars zusammen, unter anderem mit Chet Baker, Luiz Bonfá, Wencke Myhre und Caterina Valente. Über zwei Jahrzehnte lang begleitete er die Shows von Peter Alexander. Daneben komponierte Kiessling die Titel- und Szene-Musiken für zahlreiche Film- und Fernsehproduktionen, darunter Klimbim, Zwei himmlische Töchter, Dingsda, Das Traumschiff und Aktenzeichen XY … ungelöst. Insgesamt stammen über 1200 Melodien aus seiner Feder, die er teils auch auf eigenen Schallplatten veröffentlichte und die ihn zu einem der erfolgreichsten deutschen „Easy-Listening“-Komponisten der Nachkriegszeit werden ließen.
1969 schrieb er mit In the Shadow of the Moon einen Song direkt für Frank Sinatra, der das Lied (mit einem Text von Earl Brown) für Reprise einspielte, als Titelmelodie für den von Sinatras Tochter Tina Sinatra mitproduzierten TV-Film Romeo & Juliet '70.
Sein Stück Temptation Sensation ist die Titelmelodie der US-amerikanischen Fernsehserie It’s Always Sunny in Philadelphia.

## Filmografie (als Komponist, Auswahl)
- 1957: Casino de Paris
- 1964: Die Tote von Beverly Hills
- 1966: Bel Ami 2000 oder Wie verführt man einen Playboy?
- 1968: Oswalt Kolle: Das Wunder der Liebe II – Sexuelle Partnerschaft
- 1969: Oswalt Kolle: Deine Frau, das unbekannte Wesen
- 1969: Oswalt Kolle: Zum Beispiel Ehebruch
- 1969: Rat mal, wer heut bei uns schläft
- 1970: Die liebestollen Baronessen
- 1970: Oswalt Kolle: Dein Mann, das unbekannte Wesen
- 1970: Oswalt Kolle: Dein Kind, das unbekannte Wesen
- 1972: Ich. Das Abenteuer, heute eine Frau zu sein
- 1972: Hauptsache Ferien
- 1972: Oswalt Kolle: Liebe als Gesellschaftsspiel
- 1974: Sabine
- 1978: Zwei himmlische Töchter und die Gimmicks (Serie)